# Kenwa Mabuni

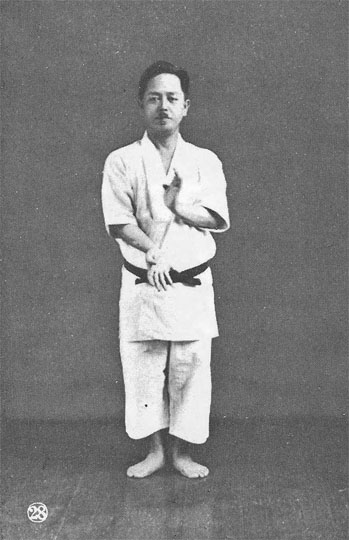
Kenwa Mabuni.

Kenwa Mabuni va ser fundador de l'estil de karate shito-ryu. Va néixer a Shuri, Okinawa, el 1889, en una cèlebre família samurai anomenada "Onigusuki", de la 17° generació. Va començar la pràctica del Shuri-te (mà del palau de Shuri), a l'edat de 13 anys amb el mestre Yasutsune Itosu, estil que incloïa tècniques de mà oberta i tancada, cops lineals, desplaçaments, bloquejos angulars i a més la pràctica del maneig de les armes tradicionals d'Okinawa o kobudo, a més de l'estudi dels textos clàssics xinesos, meditació zen, etc. L'estil Shuri Te, posteriorment es convertiria en l'estil Shorin Ryu de karate.